# میکرو-اینورتر خورشیدی

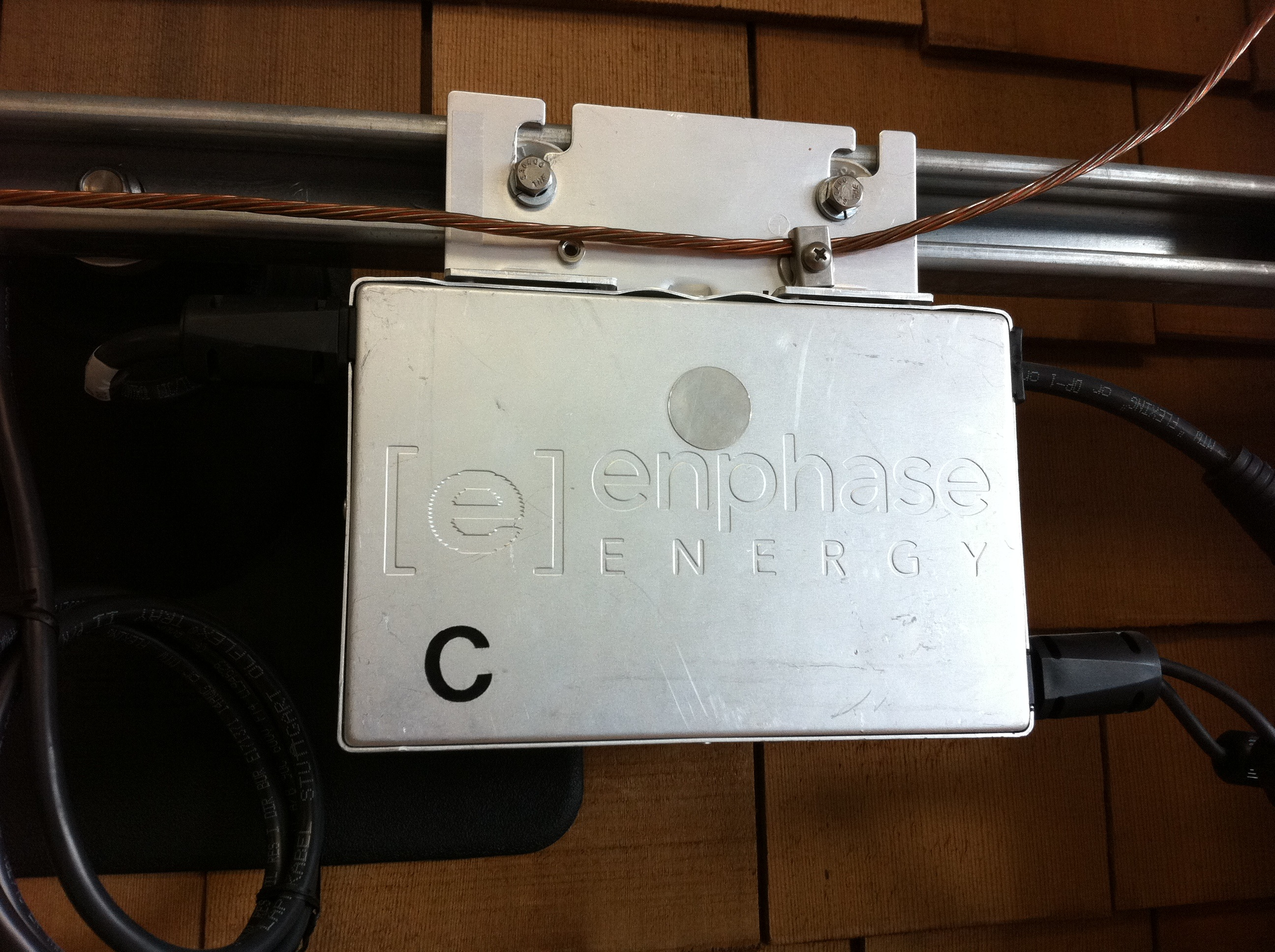
یک میکرو-اینورتر خورشیدی.

میکرو-اینورتر خورشیدی یا به اختصار میکرو-اینورتر، یک وسیله با کاربری آسان است که در صنعت خورشیدی (فتوولتاییک) استفاده می‌شود و وظیفه آن تبدیل جریان مستقیم (DC) تولید شده توسط یک ماژول خورشیدی به جریان متناوب (AC) است. میکرو-اینورترها در تقابل هستند با انواع رشته‌ای مرسوم و اینورترهای خورشیدی مرکزی که در آن‌ها، یک اینورتر به چندین پنل خورشیدی متصل شده‌است. خروجی چندین میکرو-اینورتر می‌توانند با هم ترکیب شوند و اغلب برای تغذیه به شبکه برق متصل گردد.
میکرو-اینورترها نسبت به اینورترهای قدیمی تر مرسوم، چندین مزیت دارند. مزیت اصلی آنها است که پنل‌ها را به صورت الکتریکی از هم ایزوله و مجزا می‌کنند؛ بنابراین وجود مقدار کمی سایه، گرد و خاک یا برف روی هر ماژول خورشیدی، یا حتی خرابی کامل آن، خروجی کل آرایه را یکباره و بدون تناسب کاهش نمی‌دهد. هر میکرو-اینورتر با انجام عملیات "ردیابی نقطه حداکثر توان" یا MPPT برای ماژول متصل شده به آن، به توان بهینه منجر می‌شود. سادگی در طراحی سیستم، نیاز به سیم‌های با جریان پایین، مدیریت ساده و امنیت اضافه شده، دیگر مواردی می‌باشد که با ظهور میکرو-اینورترها بدست آمده‌است.
عیب اساسی میکرو-اینورتر این است که نسبت به توان معادل یک اینورتر مرکزی، هزینه اولیه تجهیزات بالاتری دارد. دلیل این امر این است که هر اینورتر نیاز دارد که در همسایگی پنل نصب شود (معمولاً در سقف) که این امر نگهداری آنها را سخت‌تر کرده و جابجایی و برداشتن آنها را پرهزینه تر می‌کند. بعضی از سازندگان این مشکلات را با پنل‌های همراه با میکرو-اینورتر داخلی پاسخ داده‌اند. یک میکرو-اینورتر اغلب طول عمر بیشتری نسبت به اینورتر مرکزی دارد که نیاز به جایگزینی آن در طی طول عمر پنلهای خورشیدی وجود دارد؛ بنابراین عیب مالی در ابتدا، ممکن است در طول عمر بیشتر تبدیل به یک مزیت شود.
بهینه‌ساز توان یک نوع تکنولوژی نزدیک به میکرو-اینورتر می‌باشد و همچنین عملیات ردیابی نقطه توان بیشینه را انجام می‌دهد ولی خروجی خود را به برق متناوب تبدیل نمی‌کند.

## شرح

### اینورتر رشته‌ای
پنلهای خورشیدی در یک ولتاژ خاص که وابسته به طراحی ماژول و شرایط روشنایی می‌باشد، جریان مستقیم ایجاد می‌کنند. ماژول‌های مدرن از سلولهای ۶ اینچی که معمولاً شامل ۶۰ سلول می‌باشند استفاده کرده و ولتاژ نامی ۲۴ تا ۳۰ ولتی ایجاد می‌کنند (بنابراین اینورترها برای محدوده ۲۴ تا ۵۰ ولت باید آماده باشند).
برای تبدیل به برق متناوب، پنلها ممکن است به صورت سری به هم متصل شوند تا آرایه ای را که به‌طور مؤثر مشابه یک پنل بزرگ با نرخ نامی ۳۰۰ تا ۶۰۰ ولت مستقیم است، ایجاد کنند. سپس توان به اینورتری که آن را به ولتاژ متناوب استاندارد، که معمولاً ۲۳۰ ولت ۵۰ هرتز یا ۲۴۰ ولت ۶۰ هرتز است تبدیل می‌کند، اعمال می‌شود.
مشکل اصلی رویکرد اینورتر رشته‌ای این است که مجموعه رشته پنل‌ها، عملکردی برابر عملکرد ضعیف‌ترین بخش در هر رشته را خواهند داشت. برای مثال اگر یک پنل در رشته، ۵٪ مقاومت بیشتر ناشی از نقص تولید جزئی داشته باشد، کل رشته دارای ۵٪ تلفات عملکرد خواهد بود. این شرایط متغیر است. اگر یک پنل در اثر یک سایه، افت خروجی چشمگیری را تجربه کند، روی خروجی کل رشته تأثیر می‌گذارد، حتی اگر دیگر پنلها سایه نشده باشند. حتی تغییرات کوچک در جهت‌گیری می‌تواند باعث ایجاد تلفات خروجی شود. در صنعت این امر با نام «اثر چراغ‌های کریسمس» شناخته می‌شود. اگر یکی از چراغ‌های درخت کریسمس با مشکل مواجه شود، به دلیل سری بودن چراغ‌های درخت کریسمس، کل درخت کریسمس خاموش می‌شود. البته این تأثیر خیلی هم دقیق نیست و فعل و انفعالات بین نقطه ردیابی بیشترین توان اینورتر و دیودهای کنارگذر را نادیده می‌گیرد. مطالعات انجام شده توسط تولیدکنندگان میکرو-اینورتر شرکت‌های بهینهکننده DC در سایه، نشان از بهبود اندک ۲، ۵ و ۸ درصدی میکرو-اینورترها به ترتیب در شرایط کم سایه، سایه معمولی و سایه شدید نسبت به اینورتر رشته‌ای قدیمی دارد.
علاوه بر این، بهره‌وری خروجی پنل به شدت از باری که روی اینورتر قرار دارد، تأثیر می‌پذیرد. به منظور حصول توان حداکثری، اینورترها از تکنیکی به نام MPPT برای تضمین انرژی تولیدی بهینه با تغییرات بار اعمال شده، استفاده می‌کنند. اگرچه همان مشکلاتی که باعث تغییرات خروجی از پنلی به پنل دیگر می‌شوند، روی بار مناسبی که سیستم MPPT باید اعمال کند، تأثیر می‌گذارد. اگر یک پنل در نقطه کار نامناسبی عمل کند، اینورتر رشته‌ای تنها می‌تواند تغییرات کلی را مشاهده کند و نقطه MPPT را به تطبیق حرکت دهد. این نتایج نه تنها در پنل زیر سایه، بلکه در دیگر پنلها نیز تلفات ایجاد می‌کند. سایه‌های به کوچکی ۹٪ سطح آرایه، می‌توانند در برخی مواقع، گستره توان سیستم را تا ۵۴٪ کاهش دهند. اگرچه، همان‌طور که در بالا عنوان شد، این تغییرات تلفات سالیانه نسبتاً کوچک می‌باشند و تکنولوژی‌های جدیدتر به بعضی از اینورترهای رشته‌ای توانایی کاهش چشمگیر تأثیرات سایه‌های جزئی را می‌دهند.
مشکل دیگر هر چند که جزئی است این است که، اینورترهای رشته‌ای در مقادیر توان انتخابی محدودی در دسترس هستند. این بدان معناست که برای یک آرایه داده شده، معمولاً اینورتری با مقدار نامی بزرگتری را می‌طلبد. برای مثال، یک آرایه ۲۳۰۰ واتی متشکل از ۱۰ پنل، احتمالاً از اینورتر ۲۵۰۰ یا ۳۰۰۰ وات استفاده می‌کند. این معضل همچنین مانع از افزایش تعداد آرایه‌ها در طول زمان شده و گسترش توان سیستم را در هنگام وجود سرمایه با مشکل مواجه می‌کند. اگر مشتری در ابتدا برای پنلهای ۲۳۰۰ وات، اینورترهای ۲۵۰۰ وات خریداری نماید، دیگر حتی نمی‌تواند یک پنل را بدون اضافه بار اینورتر به سیستم اضافه کند. اگرچه، این افزایش ابعاد در صنعت امروزی کاری معمول در نظر گرفته می‌شود (گاهی ۲۰٪ بالاتر از مقدار نامی اینورتر)؛ به منظور در نظر گرفتن کاهش کارایی و افت ماژول، و همچنین عملکرد بهتر در هنگام ماه‌های زمستان.
چالش‌های دیگری که مرتبط با اینورتر مرکزی است شامل فضای مورد نیاز برای قرار دادن وسیله، و الزامات خنک کاری آن است. اینورترهای مرکزی بزرگ معمولاً خنک می‌شوند. فنهای خنک‌کننده ایجاد نویز می‌کنند، بنابراین مکان اینورتر متناسب با ناحیه استفاده باید در نظر گرفته شود. به دلیل اینکه فن‌های خنک‌کننده قسمت‌های متحرکی می‌باشند، گرد و خاک و رطوبت می‌تواند در طول زمان، تأثیرات منفی روی عملکرد آنها بگذارد. اینورترهای رشته‌ای صدای کمتری دارند ولی در بعدازظهرها که توان اینورتر پایین است ممکن است تولید نویز صوتی مانند ویز ویز داشته باشند.

### میکرو-اینورتر
میکرو-اینورترها، اینورترهای کوچک با توان پایین هستند که برای کنترل و تنظیم خروجی یک پنل واحد استفاده می‌شوند. پنل‌های متصل به شبکه (grid-tie) مدرن معمولاً بین ۲۲۵ تا ۲۷۵ وات توان دارند، اما به ندرت این توان را در عمل تولید می‌کنند، بنابراین میکرو-اینورترها به‌طور معمول بین ۱۹۰ تا ۲۲۰ وات (گاهی اوقات ۱۰۰ وات) قرار می‌گیرند. به دلیل کار در توان پایین، بسیاری از مسائل مربوط به طراحیهای بزرگتر به سادگی از بین می‌روند؛ نیاز به یک ترانسفورماتور بزرگ به‌طور کلی حذف می‌شود، خازنهای الکترولیتی می‌توانند با خازن‌های لایه نازک قابل اطمینان تر جایگزین شوند، و بارهای خنک‌کنندگی نیز کاهش می‌یابند بنابراین دیگر هیچ نیازی به فن‌های خنک‌کننده نمی‌باشد. زمان متوسط بین خرابیها (MTBF)، صدها سال نقل شده‌است.
مهمتر اینکه، یک میکرو-اینورتر متصل شده به یک آرایه واحد، به آن اجازه می‌دهد تا خروجی آن پنل را جداسازی و تنظیم کند. برای مثال در همان آرایش ۱۰ پنلی که برای نمونه در بالا استفاده شد، با استفاده از میکرو-اینورترها هر پنلی که عملکرد ضعیفتری دارد، هیچ اثر گذاری روی پنل‌های اطرافش نخواهد داشت. در آن نمونه، آرایه در کل به میزان ۵ درصد توان بیشتری نسبت به حالتیکه به صورت رشته باشد، تولید می‌کند. در هنگامی که سایه افتاده‌است، این دستاوردها می‌توانند قابل توجه باشند، بطوریکه تولیدکنندگان ادعا می‌کنند که به‌طور کلی، حداقل ۵ درصد خروجی بهتر است و در بعضی موارد حتی ۲۵ درصد اشاره شده‌است. بنابراین یک مدل واحد را می‌توان با طیف گسترده‌ای از پنل‌ها استفاده کرد، پنل‌های جدید را می‌توان در هر زمان به آرایش اضافه کرد بدون آنکه نیاز باشد توان آن با پنل‌های موجود یکسان باشد.
گاهی اوقات دو پنل خورشیدی به میکرو-اینورترها متصل می‌شوند (میکرو-اینورتر دوگانه). توانی که به میکرو-اینورتر وارد می‌شود بیشتر از ۶۰۰ وات و ۲۴ ولت می‌باشد (همان‌طور که گفته شد، دو پنل خورشیدی ۱۲ ولت می‌توانند باهم سری شوند). سپس میکرو-اینورتر این توان را که توسط آرایه (های) خورشیدی تأمین شده را به ولتاژ استاندارد متناوب که معمولاً ۲۳۰ ولت و ۵۰ هرتز یا ۲۴۰ ولت و ۶۰ هرتز می‌باشد تبدیل می‌نماید. ابعاد این نوع میکرو-اینورترها معمولاً "22x16.4x5.2cm / 8.66x6.46x2.۰۵ می‌باشد.
همان‌طور که گفته شد، میکرو-اینورترها مستقیماً در پشت پنل، ولتاژ متناوبی (۲۲۰ ولت) که برای اتصال به شبکه لازم است را تولید می‌کنند. آرایه‌های پنل‌ها به صورت موازی به هم متصل شده و سپس به شبکه وصل می‌شوند که این مزیت بزرگ را فراهم می‌کند که در صورت خرابی یک پنل یا اینورتر، کل رشته از شبکه قطع نمی‌شود. در کنار توان پایینتر و بار گرمایی و بهبود زمان بین خرابی‌ها، برخی معتقدند که به‌طور کلی قابلیت اطمینان آرایهٔ یک سیستم مبتنی بر میکرو-اینورتر به‌طور قابل توجهی از نوع مبتنی بر اینورتر رشته‌ای بیشتر است. این ادعا توسط ضمانت‌های طولانی‌تر، به‌طور معمول ۱۵ تا ۲۵ سال، در مقایسه با ضمانت ۵ تا ۱۰ ساله که عمدتاً برای اینورترهای رشته‌ای استفاده می‌شود، پشتیبانی می‌شود. بعلاوه، زمانی که خطا رخ می‌دهد، به جای یک رشته کامل، همان نقطه که خطا رخ داده قابل شناسایی خواهد بود. این نه تنها باعث شناسایی و جداسازی راحتتر خطا می‌شود، بلکه مشکلات جزئی که در غیر اینصورت قابل مشاهده نبودند را نیز آشکار می‌کند – یک پنل تکی که عملکرد ضعیف تری دارد ممکن است در خروجی یک رشتهٔ طولانی تأثیر قابل توجهی نداشته باشد.

### معایب
عیب اصلی استفاده از میکرو-اینورترها، تا همین اواخر، هزینهٔ آن بوده‌است. از آنجا که هر کدام از میکرو-اینورترها پیچیدگی‌های یک اینورتر رشته‌ای را دارا می‌باشند اما توان خروجی آنها کمتر است، هزینه‌های آن برای وات مشخص بیشتر خواهد بود. این موضوع، مزایای آنها را از لحاظ ساده‌سازی اجزای تکی خنثی می‌کند. از فوریه ۲۰۱۸، یک اینورتر مرکزی تقریباً هزینه ای معادل ۰٫۱۳ دلار بر وات دارد درحالیکه هزینهٔ یک میکرو-اینورتر حدود ۰٫۳۴ دلار بر وات می‌شود. همانند اینورترهای رشته‌ای، ملاحظات اقتصادی، تولیدکنندگان را مجبور به محدود کردن تعداد مدل‌های تولیدی آنها می‌کند. اکثراً یک مدل را تولید می‌کنند که ممکن است برای پنلی که به آن وصل می‌شوند، از نظر توان کوچکتر یا بزرگتر باشند.
در بسیاری از موارد بسته‌بندی کردن و یکپارچه نمودن می‌تواند تأثیر قابل توجهی بر قیمت بگذارد. با یک اینورتر مرکزی شما ممکن است تنها یک مجموعه اتصالات برای ده‌ها پنل، یک خروجی متناوب و قسمتی به نام جعبه ترکیب کننده (Combiner Box) داشته باشید. نصب و راه اندازی میکرو-اینورترها برای بیش از ۱۵ پنل ممکن است نیازمند یک جعبه ترکیب کننده بر روی سقف باشد. این امر می‌تواند قیمت را افزایش دهد.
به منظور کاهش هزینه‌ها برخی مدل‌ها دو یا سه پنل را با یک اینورتر کنترل می‌کنند که باعث می‌شود بسته‌بندی و هزینه‌های مربوط به آن کاهش یابد. بعضی از سیستم‌ها دو میکرو-اینورتر کامل را در یک جعبه قرار می‌دهند، درحالیکه دیگران فقط بخش «رهگیری نقطه حداکثر بازدهی» (MPPT) را از سیستم تکرار می‌کنند و برای کاهش بیشتر هزینه‌ها، از یک قسمت DC به AC استفاده می‌کنند. برخی معتقدند که این رویکرد میکرو-اینورترها را از نظر هزینه با اینورترهای رشته‌ای قابل قیاس می‌سازد. با کاهش قیمتها به‌طور مداوم، معرفی میکرو-اینورترهای دوگانه و ظهور مدل‌های گسترده‌تر برای مطابقت هرچه بیشتر و نزدیکتر با خروجی ماژول خورشیدی، هزینه، کمتر یک مشکل (و مانع برای استفاده از میکرو-اینورترها) محسوب می‌شود.
استفاده از میکرو-اینورترها در جاهایی که اندازه آرایه کوچک بوده و حداکثر نمودن کارایی هرکدام از پنلها بسیار با اهمیت است، متداول شده‌است. در این موارد اختلاف میزان قیمت به ازای یک وات، به دلیل تعداد کم پنل‌ها، به حداقل می‌رسد و اثر کمی در هزینهٔ کلی سیستم دارد. بهبود در میزان انرژی حاصل شده از یک آرایه با اندازه معین، می‌تواند این تفاوت هزینه را جبران کند. به همین دلیل میکرو-اینورترها در بازار مسکونی بسیار موفق بوده‌اند، جاییکه فضای محدود برای پنل‌ها، اندازه آرایه را کوچک می‌کند و سایه درختان یا دیگر اشیای مجاور اغلب یک مشکل به‌شمار می‌رود. تولیدکنندگان میکرو-اینورتر روش‌های نصب مختلفی را پیشنهاد می‌دهند، بعضی به اندازه یک پنل کوچک، و بعضی تا حداکثر زیر ۵۰ عدد.
یک عیب میکرو-اینورترها که اغلب نادیده گرفته می‌شود هزینه‌های بهره‌برداری و تعمیر و نگهداری مربوط به آنهاست. با اینکه تکنولوژی در طول سالها بهبود یافته، واقعیت این است که دستگاه‌ها در نهایت خراب یا فرسوده می‌شوند. نصب کننده می‌بایست میان هزینه‌های جایگزینی (حدود ۴۰۰ دلار برای هر دور کار غلتک)، افزایش خطرات ایمنی پرسنل و تجهیزات و ماژول‌ها، و میزان سود برای نصب و راه اندازی تعادل برقرار سازد. برای صاحبان خانه فرسودگی احتمالی یا خرابی‌های زودرس دستگاه، باعث آسیب احتمالی به کاشی‌ها یا توفال‌های سقف، خسارت به دارایی و دیگر مشکلات و ناراحتی‌ها می‌شود.

### مزایا
درحالیکه میکرو-اینورترها معمولاً بازدهی کمتری از اینورترهای رشته‌ای دارند، به علت اینکه هر واحد اینورتر-پنل عملکرد مستقلی دارد، بازدهی مجموعه آنها افزایش می‌یابد. در یک پیکربندی رشته‌ای از اینورترها، اگر یک پنل ضعیف عمل کند، بر روی عملکرد مناسب کل رشته اثر خواهد داشت زیرا نتیجه عملکرد ضعیف‌ترین پنل، تعیین‌کننده است.[15]این مشکل در میکرو-اینورترها وجود ندارد.
یک مزیت دیگر، در کیفیت خروجی پنل هاست. سطح خروجی دو پنلی که در یک بخش تولید شده‌اند می‌تواند تا ۱۰٪ متغیر باشد. در پیکربندی رشته‌ای این مسئله تضعیف شده‌است اما همچنان در میکرو-اینورترها وجود دارد. نتیجه، حداکثر توانی است که از یک آرایه میکرو-اینورتر قابل حصول است.
نظارت و نگهداری هم راحت تر است؛ بطوری که بعضی از تولیدکنندگان میکرو-اینورتر، برنامه‌ها و سایت‌هایی برای نظارت بر توان خروجی میکرو-اینورتر خود ارائه داده‌اند. در بسیاری موارد این خدمات اختصاصی هستند. با به پایان رسیدن Enecsys و بسته شدن شدن سایت آنها، تعدادی سایت خاص مثل Enecsys-Monitoring راه اندازی شد تا همچنان بتوان قابلیت نظارت بر سیستم را به دارندگان ارائه کرد.

### میکرو-اینورترهای سه فاز
برای تبدیل به صرفه توان مستقیم به توان متناوب ، اینورتر باید انرژی پنل را هنگامی که ولتاژ شبکه کاهش یافته و نزدیک به صفر است ذخیره کرده و وقتی دوباره افزایش یافت، آن انرژی را رها سازد. این امر مستلزم ذخیره مقدار قابل توجهی انرژی در یک ظرف کوچک است. مقرون به صرفه‌ترین گزینه برای این حجم از ذخیره‌سازی، خازن‌های الکترولیتی هستند، اما آنها معمولاً عمر کوتاهی در حد سال دارند، به خصوص اگر در جاهای گرمی مثل پنل‌های خورشیدی در سقف خانه‌ها استفاده شوند که عمرشان از این هم کمتر خواهد بود. همین مسئله باعث شده‌است تلاش‌های قابل توجهی در بخشی از تولیدکنندگان میکرو-اینورتر که انواع گوناگونی از طراحی‌های تبدیل انرژی با ظرفیت‌های ذخیره کمتر معرفی کرده‌اند انجام شود؛ که موجب استفاده از خازن‌های لایه نازک که قابلیت کمتر اما در عوض عمر به مراتب بیشتری دارند را در مواردی که امکان دارد، شده‌است.
توان الکتریکی سه فاز راه حل دیگری را برای این مشکل ارائه داده‌است. در یک مدار سه فاز، توان بین مقادیر مثبت و منفی تغییر نمی‌کند (مثلاً بین -۱۲۰ و ۱۲۰) بلکه بین مقادیر مثبت یا منفی (۶۰ تا ۱۲۰ یا -۶۰ تا -۱۲۰) متغیر است؛ و همچنین بازه تغییرات هم بسیار کوتاه‌تر است. اینورترهایی که برای استفاده در سیستم‌های سه فاز طراحی شده‌اند قدرت ذخیره‌سازی به مراتب کمتری نیاز دارند. یک میکرو-اینورتر سه فاز با روش کلیدزنی نرم می‌تواند تراکم مداری بیشتر و همراه با قطعات ارزان‌تر ارائه کند؛ در عین اینکه بازدهی تبدیل خود را تا ۹۸٪ ارتقا دهد، حتی بیشتر از مقدار مشابه برای اینورترهای تک فاز که ۹۶٪ است.
مدارات سه فاز عموماً تنها در مصارف صنعتی و تجاری دیده می‌شوند. در اینگونه موارد اولویت اول مسائل مالی است و از پنل‌های بزرگتر استفاده می‌کنند. مقدار جذب انرژی برای میکرو-اینورترهای سه فاز علی‌رغم هرگونه برتری نظری، بنظر می‌رسد کم باشد.

## حفاظت
معمولاً انواع حفاظت برای میکرو-اینورترها موارد مقابل را شامل می‌شود: انفصال از دیگر اینورترها یا شبکه (جزیره ای شدن)، اتصال کوتاه، پلاریته معکوس، کاهش ولتاژ و اضافه ولتاژ.

## موارد استفاده قابل حمل
پنلهای خورشیدی قابل انعطاف اگر با میکرو-اینورترها همراه شوند می‌توانند برای شارژ لپ تاپها و دیگر وسایل الکتریکی استفاده شوند.

## تاریخچه
مفهوم میکرو-اینورتر در صنعت خورشیدی از ابتدای پیدایش آن وجود داشته‌است. هزینه‌های ثابت در ساخت مثل هزینه ترانس یا محفظه بندی، با افزایش حجم تولید و توان، سرشکن شده و مطلوب است و بدین معنی است که وسایل بزرگتر دارای قیمت ارزان تری به ازای وات مشخصی هستند. اینورترهای کوچک از شرکت‌های معدودی قابل دسترسی بودند ولی در واقع آنها مدل‌های کوچکتری از طراحی‌های بزرگتر بودند که در زمینه بهره‌وری قیمت ضعیف بودند.

### نمونه‌های اولیه

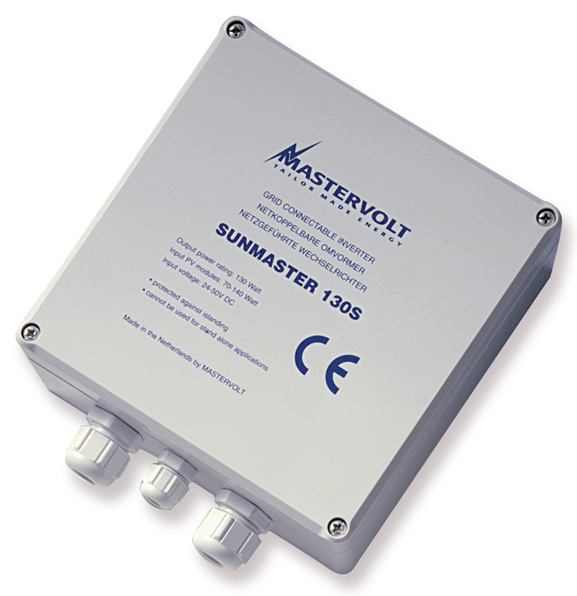
اولین میکرو-اینورتر واقعی از شرکت Mastervolt، مدل Sunmaster 130S، ارائه شده در سال ۱۹۹۳

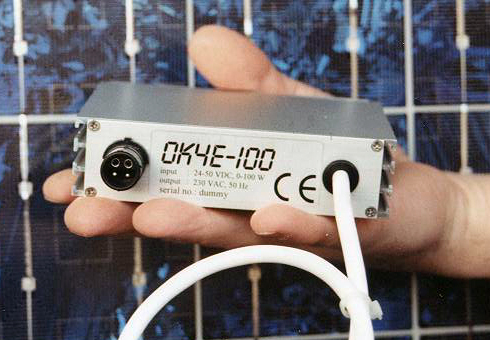
یک میکرو-اینورتر ابتدایی دیگر از مدل OK4E-100، سال ۱۹۹۵

در سال ۱۹۹۱ شرکت آمریکایی Ascension Technology کار بر روی یک مدل کوچک شده اینورتر را آغاز کرد تا با نصب بر روی یک پنل، یک پنل AC شکل گیرد. طراحی آن بر پایه رگولاتورهای خطی استوار بود که بازدهی بخصوصی نداشتند و گرمای قابل توجهی تلف می‌کردند. در سال ۱۹۹۴ آنها یک نمونه را برای تست به آزمایشگاه‌های Sandia فرستادند. در ۱۹۹۷ این شرکت همکاری خود را با شرکت ASE Americas برای تولید و معرفی پنل ۳۰۰ واتی SunSine آغاز کرد.
طراحی اینورترهایی که امروزه از آنها به میکرو-اینورترهای «واقعی» یاد می‌شود به تلاش‌های ورنر کلنکف در اواخر دهه ۱۹۸۰ در مؤسسه ISET برمی گردد. این طراحی‌ها بر پایه تکنولوژی پیشرفته کلیدزنی فرکانس بالای منابع تغذیه است که بسیار بازدهی بهتری دارند. کارهای او در زمینه «ماژول‌های یکسوکننده مجتمع» بسیار الهام دهنده بودند؛ بخصوص در اروپا.
در ۱۹۹۳ شرکت Mastervolt اولین اینورتر متصل به شبکه خود را معرفی کرد که با همکاری مشترک شرکتهای Shell Solar, Ecofys و ECN بود (اینورتر Sunmaster 130S). این مدل طراحی شده بود تا مستقیماً به پشت پنل خورشیدی وصل شود درحالیکه هر دو بخش AC و DC را با اتصالات فشرده به هم متصل می‌کرد. در سال ۲۰۰۰ این مدل با Soladin 120 جایگزین شد که میکرو-اینورتری به فرم آداپتور AC بود با این ویژگی که قابلیت اتصال پنلها را به راحتی بوسیله تنها یک پریز دیواری فراهم می‌کرد.
در سال ۱۹۹۵ شرکت OKE یک مدل فرکانس بالا با بازدهی بهتر را طراحی کرد که در همان سال با مدل OKE4-100 توسط NKF Kabel بصورت تجاری معرفی شد و به Trace Microsine تغییر نام داد. یک مدل جدید دیگر، OK4All، بازدهی بهتر و نواحی کارکرد وسیعتری داشت.
علیرغم این شروع امیدبخش، در ۲۰۰۳ اکثر این پروژه‌ها متوقف شد. شرکت Ascension Technology توسط Applied Power Corporation (APC) که یک توسعه دهنده بزرگ بود خریده شد. این شرکت هم پس از آن توسط شرکت Schott در سال ۲۰۰۲ خریده شد و برنامه تولید SunSine هم به دلیل برنامه‌های در دست اجرای خود شرکت متوقف شد. شرکت NKF تولید سری OK4 را در ۲۰۰۳ وقتی بودجه آن قطع شد متوقف کرد. شرکت Mastervolt هم به تولید نوع دیگری از اینورتر، مینی-اینورتر (mini-inverter)، تغییر رویه داد، با تلفیق روش‌های با کاربری آسان برای طراحی سیستمی با قابلیت توان تا ۶۰۰ وات.

### یک شرکت موفق
بعد از عواقب اتفاق تلکام که در سال ۲۰۰۱ رخ داد، مارتین فورنج از انجمن Cerent به دنبال یک پروژه جدید بود. وقتی که او کارایی پایین اینورترهای رشته‌ای در مزرعه اش را دید، پروژه ای را که می‌خواست پیدا کرد. در سال ۲۰۰۶ وی شرکت Enphase Energy (که امروزه با زیمنس مجتمع شده‌است) را همراه با مهندس دیگری در همان انجمن به نام راگو بلور شکل داد و آنها سال بعد را با تکیه بر دانش خود در زمینه طراحی صرف مسئله اینورترها کردند.
در سال ۲۰۰۸ مدل Enphase M175 اولین نسخه تجاری موفق میکرو-اینورتر بود. نسخه بعدی M190 درسال ۲۰۰۹ معرفی شد و آخرین مدل هم، M215، در سال ۲۰۱۱ منتشر شد. با پشتوانه مالی ۱۰۰ میلیون دلاری در بخش خصوصی، شرکت توانست ۱۳٪ بازار را تا میانه دهه ۲۰۱۰ بدست گیرد و هدف خود را ۲۰٪ تا پایان آن قرار داد. آنها ۵۰۰ هزارمین اینورتر را در اوایل سال ۲۰۱۱ تولید کرده و تا سپتامبر همان سال به تولید یک میلیونی رسیدند. آنها در اوایل سال ۲۰۱۱ اعلام کردند که نسخه دوباره برندسازی شده این طراحی توسط زیمنس به‌طور مستقیم به پیمانکاران الکتریکی برای پخش آن به فروش خواهد رسید.
این شرکت یک توافقنامه با شرکت EnergyAustralia امضا کرد تا تکنولوژی میکرو-اینورتر را بازاریابی کند.

## دیگر رقبای عمده
موفقیت شرکت بدون توجه رها نشد و از سال ۲۰۱۰ تعدادی از رقبا روی کار آمده و کنار رفتند. بسیاری از تولیدات با مدل M190 در مشخصات و حتی بسته‌بندی و مونتاژ مشخصات یکسانی داشتند. بعضی از تفاوتها در زمینه‌هایی مثل قیمت و کارایی برای رقابت با Enphase بود درحالیکه بقیه روی بازارهای خاص متمرکز شدند.
مؤسسه‌های بازرگانی بزرگتر نیز مانند SMA, Enecsys و iEnergy نیز پا به میدان گذاشتند.
شرکت OKE-Services محصولات OK4-All خود را بروزرسانی کرد، که به تازگی توسط SMA خریداری شده و تحت عنوان SunnyBoy 240 عرضه شد؛ در زمانیکه شرکت PowerOne محصول AURORA 250 , 300 خود را معرفی کرد. دیگر رقبای اصلی، Enecsys و SolarBridge بودند که به‌طور خاص در بازار آمریکای شمالی فعالیت می‌کردند. تنها میکرو-اینورتر تولیدی در ایالات متحده آمریکا از شرکت Chilicon Power بود. از سال ۲۰۰۹ چندین شرکت از اروپا و چین به همراه سازندگان بزرگ اینورترهای مرکزی، میکرو-اینورترها را راه اندازی کرده و آنرا بعنوان بزرگ‌ترین تکنولوژی تازه تأسیس شده در صنعت فتوولتاییک در سال‌های اخیر معرفی کردند.
شرکت APsystems میکرو-اینورتر YP1000 سه فاز با توانایی پشتیبانی ۴ ماژول خورشیدی و با قابلیت خروجی متناوب تا ۹۰۰ وات را بازاریابی کرده‌است.
تعداد سازندگان به تدریج در طی سال‌ها کم شد؛ به دو دلیل کاهش کارایی و ادغام و مجتمع شدن. در سال ۲۰۱۹ تعداد کمی باقی مانده‌اند مثل Enecsys که SolarBridge و Omnik Solar را خرید.
یک لیست در حال رشد از شرکت‌های بزرگ فتوولتاییک در کل دنیا که با شرکت‌های میکرو-اینورتر شریک شدند تا پنلهای متناوب خورشیدی را تولید و به فروش رسانند وجود دارند؛ از جمله زیمنس، Trina Solar, BenQ, LG, Canadian Solar, Suntech, SunPower, NESL, Hanwha SolarOne, Sharp و دیگرانی که در آینده به این لیست می‌پیوندند.

### کاهش قیمت‌ها
فاصله بین سالهای ۲۰۰۹ تا ۲۰۱۲ یک کاهش قیمت ناخواسته در بازار فتوولتاییک را تجربه کرد. در شروع این دوره قیمت گذاری برای خرید عمده پنلها حدود تا ۲ تا ۲٫۵ دلار بر هر وات بود و برای اینورترها حدود ۵۰ تا ۶۰ سنت بر وات. در پایان سال ۲۰۱۲ پنلها به صورت وسیع در بازارهای عمده از ۶۵ تا ۷۰ سنت در دسترس بودند و اینورترهای رشته‌ای هم از ۳۰ تا ۳۵ سنت بر وات. در مقام مقایسه میکرو-اینورترها ثابت کردند که در برابر این کاهش قیمتها ایمن هستند و از ۶۵ سنت بر وات به ۵۵ تا ۵۰ سنت بر وات رسیدند. این امر می‌تواند باعث ضررهای بزرگ به تولیدکنندگان شود و آنها تلاش می‌کنند تا به رقابت خود ادامه دهند.
با وجود این در ۲۰۱۸ بعضی از مبدلهایی که ۱۲ یا ۲۴ ولت مستقیم را به ۱۱۰ یا ۲۲۰ ولت متناوب تبدیل می‌کردند با قیمت ۰٫۰۶ دلار بر وات به فروش رسیدند.